# Campeonato da Europa de Atletismo de 2010 - 200 m feminino
A prova dos 200 metros feminino do Campeonato da Europa de Atletismo de 2010 foi disputada entre os dias 30 e 31 de julho de 2010 no Lluís Companys em Barcelona,  na Espanha. 

## Recordes
Antes desta competição, os recordes mundiais e do campeonato nesta prova eram os seguintes:
|                       | Nome                        | Nacionalidade  | Tempo  | Local             | Data                                     |
| --------------------- | --------------------------- | -------------- | ------ | ----------------- | ---------------------------------------- |
| Recorde mundial       | Florence Griffith Joyner    | Estados Unidos | 21s 34 | Seul              | 29 de setembro de 1988                   |
| Recorde do campeonato | Heike Drechsler             | Alemanha       | 21s 71 | Estugarda         | 29 de agosto de 1986                     |
| Recorde europeu       | Marita Koch Heike Drechsler | Alemanha       | 21s 71 | Potsdam Estugarda | 21 de julho de 1984 29 de agosto de 1986 |

## Medalhistas
| Ouro                 | Prata                     | Bronze                    |
| Myriam Soumaré (FRA) | Yelizaveta Bryzhina (UKR) | Aleksandra Fedoriva (RUS) |

## Cronograma
Todos os horários são locais (UTC+2).
| Data        | Hora  | Evento    |
| ----------- | ----- | --------- |
| 30 de julho | 12:20 | Bateria   |
| 30 de julho | 19:00 | Semifinal |
| 31 de julho | 19:50 | Final     |

## Resultados

### Bateria
Qualificação: 3 atletas de cada bateria  (Q) mais os  4 melhores qualificados (q). 
Bateria 1
| Posição | Raia | Atleta              | Nacionalidade | Tempo           | Notas |
| ------- | ---- | ------------------- | ------------- | --------------- | ----- |
| 1       | 4    | Yelizaveta Bryzhina | Ucrânia       | 23.10           | Q     |
| 2       | 6    | Myriam Soumaré      | França        | 23.22           | Q     |
| 3       | 3    | Ksenija Balta       | Estónia       | 23.75           | Q     |
| 4       | 5    | Niamh Whelan        | Irlanda       | 23.78           | q     |
| 5       | 7    | Sabina Veit         | Eslovênia     | 23.78           |       |
| 6       | 2    | Elin Backman        | Suécia        | 24.13           |       |
|         |      |                     |               | Vento: -2.6 m/s |       |

Bateria 2
| Posição | Raia | Atleta                  | Nacionalidade | Tempo           | Notas      |
| ------- | ---- | ----------------------- | ------------- | --------------- | ---------- |
| 1       | 5    | Eleni Artymata          | Chipre        | 23.41           | Q          |
| 2       | 7    | Emily Freeman           | Reino Unido   | 23.44           | Q          |
| 3       | 3    | Weronika Wedler         | Polónia       | 23.62           | q          |
| 4       | 6    | Sónia Tavares           | Portugal      | 24.14           |            |
| 5       | 4    | Doris Röser             | Áustria       | 24.32           |            |
| -       | 2    | Klodiana Shala          | Albânia       | -               | DNS        |
| —       | 8    | Anastasia Kapachinskaya | Rússia        | 23.09           | DSQ Doping |
|         |      |                         |               | Vento: -2.1 m/s |            |

Bateria 3
| Posição | Raia | Atleta                 | Nacionalidade | Tempo           | Notas      |
| ------- | ---- | ---------------------- | ------------- | --------------- | ---------- |
| 1       | 5    | Lina Jacques-Sébastien | França        | 23"21           | Q          |
| 2       | 2    | Ewelina Ptak           | Polónia       | 23.66           | Q          |
| 3       | 6    | Alena Neumiarzhitskaya | Bielorrússia  | 23.82           |            |
| 4       | 3    | Andreea Ograzeanu      | Roménia       | 23.89           |            |
| 5       | 7    | Barbara Petráhn        | Hungria       | 24.07           |            |
| —       | 4    | Yuliya Chermoshanskaya | Rússia        | 23.10           | DSQ Doping |
|         |      |                        |               | Vento: -1.2 m/s |            |

Bateria 4
| Posição | Raia | Atleta              | Nacionalidade | Tempo           | Notas |
| ------- | ---- | ------------------- | ------------- | --------------- | ----- |
| 1       | 5    | Aleksandra Fedoriva | Rússia        | 23.47           | Q     |
| 2       | 3    | Véronique Mang      | França        | 23.57           | Q     |
| 3       | 2    | Olivia Borlée       | Bélgica       | 23.59           | Q     |
| 4       | 4    | Marta Jeschke       | Polónia       | 23.60           | q     |
| 5       | 8    | Giulia Arcioni      | Itália        | 23.63           | q     |
| 6       | 6    | Tina Jures          | Eslovênia     | 24.41           |       |
| 7       | 7    | Meliz Redif         | Turquia       | 24"53           |       |
|         |      |                     |               | Vento: -3.5 m/s |       |

### Semifinal
Qualificação: 3 atletas de cada bateria  (Q) mais os  2 melhores qualificados (q). 
Semifinal 1
| Posição | Raia | Atleta                  | Nacionalidade | Reação          | Tempo | Notas                |
| ------- | ---- | ----------------------- | ------------- | --------------- | ----- | -------------------- |
| 1       | 3    | Aleksandra Fedoriva     | Rússia        | 0.205           | 22.63 | Q                    |
| 2       | 5    | Lina Jacques-Sébastien  | França        | 0.211           | 22.84 | Q,                   |
| 3       | 4    | Véronique Mang          | França        | 0.199           | 23.21 | q                    |
| 4       | 8    | Emily Freeman           | Reino Unido   | 0.224           | 23.21 | Recorde da temporada |
| 5       | 2    | Niamh Whelan            | Irlanda       | 0.203           | 23.31 |                      |
| 6       | 1    | Marta Jeschke           | Polónia       | 0.177           | 23.36 | Recorde da temporada |
| -       | 7    | Ksenija Balta           | Estónia       | 0.245           | -     | DSQ                  |
| —       | 6    | Anastasia Kapachinskaya | Rússia        | 0.233           | 22.72 | DSQ Doping           |
|         |      |                         |               | Vento: -0.2 m/s |       |                      |

#### Semifinal 2
| Rank | Lane | Name                   | Nationality | React           | Time  | Notes      |
| ---- | ---- | ---------------------- | ----------- | --------------- | ----- | ---------- |
| 1    | 4    | Yelizaveta Bryzhina    | Ucrânia     | 0.233           | 22.86 | Q          |
| 2    | 3    | Myriam Soumaré         | França      | 0.191           | 23.02 | Q          |
| 3    | 5    | Eleni Artymata         | Chipre      | 0.254           | 23.14 | q          |
| 4    | 2    | Weronika Wedler        | Polónia     | 0.192           | 23.30 |            |
| 5    | 8    | Olivia Borlée          | Bélgica     | 0.229           | 23.44 |            |
| 6    | 7    | Ewelina Ptak           | Polónia     |                 | 23.48 |            |
| 7    | 1    | Giulia Arcioni         | Itália      | 0.167           | 23.77 |            |
| —    | 6    | Yuliya Chermoshanskaya | Rússia      | 0.210           | 22.88 | DSQ Doping |
|      |      |                        |             | Vento: -1.7 m/s |       |            |

### Final

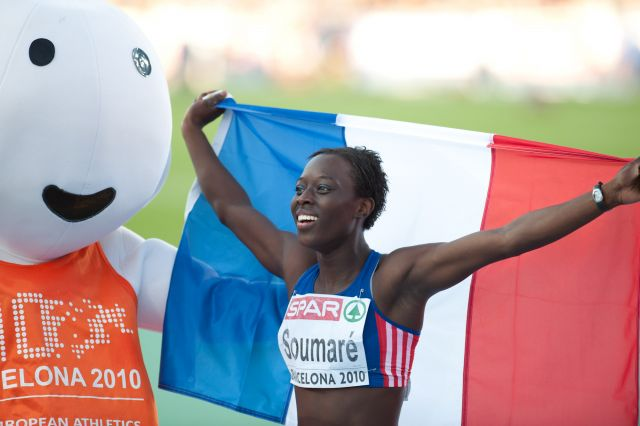
Myriam Soumaré ganhou o ouro com um recorde pessoal.

Vento : +0.1 m/s
| Posição.          | Raia | Atleta                  | Nacionalidade | Tempo | Notas            |
| ----------------- | ---- | ----------------------- | ------------- | ----- | ---------------- |
| Medalha de ouro   | 8    | Myriam Soumaré          | França        | 22.32 | Recorde pessoal  |
| Medalha de prata  | 3    | Yelizaveta Bryzhina     | Ucrânia       | 22.44 | Recorde pessoal  |
| Medalha de bronze | 5    | Aleksandra Fedoriva     | Rússia        | 22.44 |                  |
| 4                 | 7    | Lina Jacques-Sébastien  | França        | 22.59 | Recorde pessoal  |
| 5                 | 2    | Eleni Artymata          | Chipre        | 22.61 | Recorde nacional |
| –                 | 1    | Véronique Mang          | França        |       | DSQ              |
| —                 | 6    | Anastasia Kapachinskaya | Rússia        | 22.47 | Doping           |
| —                 | 4    | Yuliya Chermoshanskaya  | Rússia        | 22.67 | Doping           |

Legenda
| Recorde mundial       | Recorde mundial (World record)               |                       | Recorde africano                      | Recorde africano (African) |                                           | Q | Classificado por posição (Qualified) |
| Recorde do campeonato | Recorde do campeonato (Championship record)  | Recorde da América    | Recorde da América (Americas)         | q                          | Classificado por melhor tempo (Qualified) |   |                                      |
| Melhor marca do ano   | Melhor marca do ano (World leading)          | Recorde asiático      | Recorde asiático (Asian)              | DNS                        | Não largou (Did not start)                |   |                                      |
| Recorde nacional      | Recorde nacional (National record)           | Recorde europeu       | Recorde europeu (European)            | DNF                        | Não terminou (Did not finish)             |   |                                      |
| Recorde pessoal       | Recorde pessoal do atleta (Personal best)    | Recorde da Oceania    | Recorde da Oceania (Oceania)          | DSQ / DQ                   | Desclassificado (Disqualified)            |   |                                      |
| Recorde da temporada  | Recorde da temporada do atleta (Season best) | Recorde sul-americano | Recorde sul-americano (South America) | NM                         | Sem marca (No mark)                       |   |                                      |